# 영천여자중학교
영천여자중학교(永川女子中學校)는 대한민국 경상북도 영천시 교촌동에 있는 공립 중학교이다.

## 학교 연혁
- 1960년 2월 18일 : 영천여자중학교 설립인가
- 1960년 4월 12일 : 창구동 전 조양초등학교에서 개교
- 1983년 11월 29일 : 탁구부 창단
- 1984년 11월 13일 : 영천시 교촌동 278-1 신축교사로 이전
- 2016년 3월 1일 : 경상북도교육청지정 명품학교 운영(2016.3.~2019.2.)
- 2019년 3월 1일 : 경상북도교육청지정 자율학교 재지정 운영(2019.3.~2022.2.)
- 2023년 3월 1일 : 경북미래학교 재지정 운영(2021.3.~2024.2.)
- 2024년 1월 4일 : 제62회 졸업식(115명 졸업, 계 16,634명)
- 2024년 3월 1일 : 제24대 박정숙 교장 취임
- 2024년 3월 4일 : 2024학년도 입학식(116명 입학)

## 참고 자료
- 영천여자중학교 - 한국교육학술정보원 학교알리미